# Spinodares jenningsi
Spinodares jenningsi is een insect uit de orde Phasmatodea en de familie Heteropterygidae. De wetenschappelijke naam van deze soort is voor het eerst geldig gepubliceerd in 1998 door Bragg.